# ذكاء تنافسي

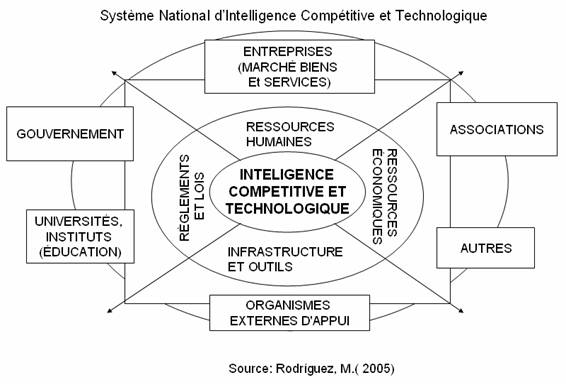

الذكاء التنافسي أو الذكاء الاقتصادي أو الذكاء الاستراتيجي competetive intelligence عملية تخطيط لآليات الحصول على المعلومات ضمن أُطر أخلاقية وقانونية تخص البيئتين الداخلية والخارجية وتحليلها ومعالجتها بما يساعد على اتخاذ قرارات كفيلة لتحقيق الميزة التنافسية للمنظمة.
التعرف على الاحتياجات التنافسية هي البداية الفعلية لدورة الذكاء التنافسي. يتم تحديد الأولويات المتطلبات للمؤسسة لإدارة مسار عملية الذكاء التنافسي من حيث جمع وتحليل المعلومات وتوزيعها. وهذه الدورة تقدّم المساندة الفعلية لإدارة المنشاءة في حسن الاختيار الاستراتيجى السليم للقرارات.

## الذكاء الاقتصادي
عادة نطلق مصطلح الذكاء على قدراتنا في حل المشاكل المعقدة والسرعة التي تتم بها هذه الحلول حيث يرتبط مصطلح الذكاء بثلاث كلمات وهي إبداع، تحليل، و تطبيق وهذا ما يقودنا إلى ثلاث أنواع من الذكاء، الذكاء التحليلي، الذكاء الإبداعي و الذكاء التطبيقي .
أول تعريف عملي للذكاء الاقتصادي ظهر سنة 1994، من طرف مجموعة العمل في المحافظة العامة للتخطيط في فرنسا، حيث تم تعريفه على أنه «مجموعة الأعمال المرتبطة بالبحث، معالجة وبث المعلومة المفيدة للأعوان والمتدخلين الاقتصاديين لصياغة استراتيجيتهم»، ونظرا لضرورة اعتماد مدير المؤسسة لاستراتيجية تطوير منتج جديد، الاستثمار في سوق جديد، تحسين المر دودية، معرفة منافسيه، أخذ القرار الصائب في الوقت المناسب، فإن الأمر يتطلب فهم المحيط الذي يتسع ويتعقد باستمرار، ففي هذا الإطار تعتبر المعلومة مادة أولية أساسية للإدارة الجيدة للمؤسسة.
	فالذكاء الاقتصادي إذن يعمل على إيجاد المعلومة المفيدة بأفضل تكلفة، يحللها ويضعها تحت تصرف المقررين في المؤسسة في الوقت المناسب، وبالتالي فهو عامل أساسي للمنافسة، ولقد تم اختيار مصطلح الذكاء لأنه يحمل معاني أكثر من مصطلح اليقظة، فهو يعنى القدرة على التأقلم مع المحيط.
	فهذا التعريف يرتكز على الأفكار الأساسية التالية:
- - فكرة إنتاج المعلومة؛
  - فكرة دوران، حيازة، معالجة وبث المعلومة؛
  - فكرة المعلومة المفيدة والملائمة.[5]

إن التحدي المفروض اليوم هو الوصول إلى المعلومة الصحيحة وليس التقريبية قبل الآخرين، لأنها تساعد على حل المشاكل والوقاية لاتخاذ الاحتياطات المناسبة وتطوير أساليب العمل والمنتوج في وقت وجيز، وهذا عمل الذكاء الاقتصادي وبالتالي فهو عامل أساسي للمنافسة.
وقد عرفه آلان جويليه المسؤول الأعلى للذكاء الاقتصادي بفرنسا سنة 2005 على أنه: التحكم وحماية المعلومة الاستراتيجية لكل عون اقتصادي ولها هدف ثلاثي: تنافسية النسيج الصناعي، أمن الاقتصاد والمؤسسات وتدعيم تأثير البلاد.أي أنه يشمل على السيطرة وحماية المعلومة الاستراتيجية لجميع الأعوان الاقتصادية من أجل الوصول إلى: المنافسة في المجال الاقتصادي، الأمن الاقتصادي، أمن المؤسسات وتعزيز سياسة التأثير وتفضل الأدبيات الأمريكية استعمال مفردات الذكاء التسويقيMarketing Intelligence والذكاء الاقتصادي"Economic Intelligence" عن استعمال مصطلح ذكاء المنافس Intelligence Competitor الذي يعد مفهوما ضيقا.

## مراحل تطور الذكاء التنافسي
أن تطور الذكاء التنافسي تحقق عبر عدد من المراحل هي:
1) اقترن الذكاء التنافسي خلال ستينيات وسبعينيات القرن الماضي بإمكانية الحصول على المعلومات.
2) التركيز على تحليل الصناعة والمنافسين خلال المدة المحصورة بين الأعوام (1980 – 1987) على يد (Michael Porter , 1980) حين اصدر كتابه (الاستراتيجية التنافسية Competitive Strategy) عام (1980).
3) أصبح الذكاء التنافسي ضرورة عملية لا غنى عنها في اتخاذ القرار الاستراتيجي خلال المدة المحصورة بين الأعوام (1987 – 2000).
4) الذكاء التنافسي بوصفه قدرة جوهرية تعكس الوضع الحالي لماهيّته حتى على مستوى الجامعات ومدارس الأعمال في أرجاء العالم.
يتم تحديد الاهداف والمصادر أثناء العملية التخطيطية ومن ثم وضع التخطيط الخاص بعملية جمع وتحليل المعلومات.
أن مرحلة الجمع تتعامل مع جمع المعلومات والبيانات. والركيزة تكون في المعلومات التي يتم جمعها من خلال الذكاء الانسانى مع أمكانية دعمها بما يتم جمعه من خلال الذكاء التقنى.
يتم الاعتماد على المصادر والطرق القانونية فقط. وهذا هو الاختلاف الجوهرى بين الذكاء التنافسى القانونى وبين التجسس الصناعى اللاأخلاقي.
أن تحليل المعلومات والبيانات يحولها إلى ذكاء تنفيذى يساند الإدارة في اتخاذ القرارت السليمة.
أن الذكاء التنافسي لابد من ان يصل متخذى القرار في التوقيت السليم وبالصورة الملائمة ومن ثم فان الاخراج والتوزيع قد يتخذ العديد من الاشكال مثل التقارير المكتوبة.